# Antoni Naudi
Antoni Naudi Casal (ur. 5 września 1951) – andorski narciarz alpejski, olimpijczyk. Brał udział w igrzyskach w roku 1976. Nie zdobył żadnych medali.

## Letnie Igrzyska Olimpijskie 1976 w Innsbrucku
| Konkurencja | I zjazd | I zjazd | II zjazd | II zjazd | Klas. końcowa | Klas. końcowa |
| Konkurencja | Czas    | Miejsce | Czas     | Miejsce  | Punkty        | Miejsce       |
| ----------- | ------- | ------- | -------- | -------- | ------------- | ------------- |
| slalom      | AC      | DNF     | -        | -        | AC            | DNF           |